# Gare d’Aubie – Saint-Antoine
Gare d'Aubie - Saint-Antoine – przystanek kolejowy w miejscowości Saint-Antoine, w departamencie Żyronda, w regionie Nowa Akwitania, we Francji. Jest zarządzany przez SNCF i obsługiwany przez pociągi TER Nouvelle-Aquitaine. Znajduje się w pobliżu gminy Aubie-et-Espessas. Tuż obok przebiega linia dużej prędkości LGV Sud Europe Atlantique łącząca Paryż z Bordeaux.

## Położenie
Znajduje się na linii Chartres – Bordeaux, na km 587,333 między stacjami Gauriaguet i Saint-André-de-Cubzac, na wysokości 43 m n.p.m.

## Linie kolejowe
- Linia Chartres – Bordeaux